# New Concord (Ohio)
New Concord es una villa ubicada en el condado de Muskingum en el estado estadounidense de Ohio. En el Censo de 2010 tenía una población de 2491 habitantes y una densidad poblacional de 591,5 personas por km².

## Geografía
New Concord se encuentra ubicada en las coordenadas 39°59′42″N 81°44′17″O / 39.99500, -81.73806. Según la Oficina del Censo de los Estados Unidos, New Concord tiene una superficie total de 4.21 km², de la cual 4.21 km² corresponden a tierra firme y (0%) 0 km² es agua.

## Demografía
Según el censo de 2010, había 2491 personas residiendo en New Concord. La densidad de población era de 591,5 hab./km². De los 2491 habitantes, New Concord estaba compuesto por el 96.11% blancos, el 1.2% eran afroamericanos, el 0.08% eran amerindios, el 1.04% eran asiáticos, el 0.04% eran isleños del Pacífico, el 0.4% eran de otras razas y el 1.12% pertenecían a dos o más razas. Del total de la población el 0.96% eran hispanos o latinos de cualquier raza.